# Mann von Windeby
Der Mann von Windeby, offiziell Moorleiche Windeby II, wurde am 9. Juni 1952 im Norden Schleswig-Holsteins nahe der Ortschaft Windeby im heute zum Gemeindegebiet der Stadt Eckernförde gehörenden Domslandmoor entdeckt (Fundort: 54° 27′ 6″ N, 9° 49′ 31,7″ O). Er befindet sich in der Obhut des schleswig-holsteinischen Landesmuseums Schloss Gottorf.

## Befund
Die Moorleiche ruhte auf dem Rücken in einer Torfgrube von 2,25 × 1,3 Meter Größe. Die Unterarme waren über der Brust gekreuzt, die Beine in den Knien leicht angewinkelt. Haut und Kopfhaar waren zwar vollständig erhalten, aber von der darüber liegenden Torfschicht flach gedrückt worden. Die Knochen waren bis auf wenige kleinere Stücke von den Moorsäuren aufgelöst. Es wurden keine Reste von Kleidern gefunden. Über dem Mann befanden sich acht krumme, armdicke Birkenknüppel, die in den Boden neben dem Körper gesteckt worden waren und diesen fixierten. Eine um den Hals des Mannes geschlungene Haselrute legt die Vermutung nahe, dass er damit vor seiner Bettung im Moor erdrosselt wurde.
Das Lebensalter des Mannes konnte nicht genau bestimmt werden, einen Hinweis geben aber einzelne helle, wohl graue Haare im ansonsten dunklen Haarschopf. Eine in den 1990er Jahren durchgeführte 14C-Datierung erbrachte eine eher unrealistische Datierung in das Spätmesolithikum, das 6. bis 7. Jahrtausend vor Chr. Eine aktuellere 14C-Datierung einer Probe aus der um den Hals geschlungenen Haselrute ergab einen Todeszeitpunkt im Zeitraum zwischen 380 und 185 v. Chr.

## Spekulationen
Kurz nach dem Fund wurde der Mann von Windeby in der Öffentlichkeit mit der drei Wochen vor ihm und nur fünf Meter entfernt gefundenen Moorleiche von Windeby I in Verbindung gebracht, in der man eine hingerichtete Ehebrecherin mit ihrem Liebhaber vermutete. Aufgrund der populären Attraktivität dieser Vermutungen hielten sich diese Spekulationen hartnäckig über Jahrzehnte. Der Archäologe Michael Gebühr untersuchte alle zur Verfügung stehenden Quellen und widerlegte 1979 diese Spekulationen. Bei einer Anfang der 2000er Jahre durchgeführten Genanalyse entpuppte das angebliche Mädchen von Windeby sich als ca. 16-jähriger Junge, der sich zudem durch die 14C-Datierung als etwa 300 Jahre jünger erwies als der Mann.

## Varia
Beide Funde zeigen, wie unterschiedlich die Verhältnisse im Moor die Konservierung von Körpern beeinflussen können. Beide Moorleichen lagen nur fünf Meter voneinander entfernt. Die Leiche des Jungen Windeby I war jedoch wesentlich besser erhalten als die des Mannes. Die Jungenleiche lag weiter entfernt vom Rand des Moores, wo sie wesentlich besser konserviert wurde.
Der Fundort Domslandmoor wird in der Fachliteratur fälschlicherweise auch häufig als Domlandsmoor bezeichnet.